# راسکرا
راسکرا (به اسپانیایی: Rasquera) یک شهرستان در اسپانیا است که در تاراگونا واقع شده‌است.

## خصوصیات
راسکرا ۵۱٫۳ کیلومترمربع مساحت و ۹۳۴ نفر جمعیت دارد و ۱۷۴ متر بالاتر از سطح دریا واقع شده‌است.